# Morgan Lagemyr
Morgan Evert Lagemyr, född 2 juni 1961, är en svensk före detta fotbollsspelare som representerade Gais 1980–1983.

## Biografi
Lagemyr lyftes 1980 upp från Gais juniorlag av den norske tränaren Tom Lilledal, och blommade under säsongen upp till en riktig mittfältsmotor, med skruvade passningar och dribblingar som specialitet, när Gais så när gick upp i Allsvenskan igen. Han tilldelades Hedersmakrillen för året, och fortsatte sedan att vara i stort sett ordinarie 1981, då Gais ramlade ur division II. Under 1982 och 1983 blev det emellertid få matcher för Lagemyr i division III, och han gick i maj 1984 till Kungsbacka BI. Sammanlagt spelade han 52 seriematcher (7 mål) för Gais.